# بلدة ريتشفيلد (مقاطعة جينيسي)
ريتشفيلد، مقاطعة جينيسي (بالإنجليزية: Richfield Township, Genesee County, Michigan)‏ هي بلدة تقع في مقاطعة جينيسي (ميشيغان) بولاية ميشيغان في الولايات المتحدة. تأسست عام 1836، تبلغ مساحتها 94.2 (كم²)، وترتفع عن سطح البحر 237 م، بلغ عدد سكانها 8170 نسمة في عام 2000 حسب إحصاء مكتب تعداد الولايات المتحدة وتصل الكثافة السكانية فيها 89.4 نسمة/كم2.

## وصلات خارجية
- - The US50 - Cities and Towns in Michigan State
- Michigan Cities and Towns, Facts, Map, Flag, Colleges, Government, and More